# Saltwood Castle
Saltwood Castle är ett slott i Storbritannien.   Det ligger i distriktet Folkestone and Hythe, grevskapet Kent och riksdelen England, i den sydöstra delen av landet, 100 km sydost om huvudstaden London. Saltwood Castle ligger 58 meter över havet.
Terrängen runt Saltwood Castle är lite kuperad. Havet är nära Saltwood Castle åt sydost.  Närmaste större samhälle är Ashford, 16,3 km väster om Saltwood Castle. 